# Tursunzoda
Tursunzoda – miasto w Tadżykistanie (Wilajet Administrowany Centralnie); 50 tys. mieszkańców (2013). Ośrodek przemysłowy.